# الرجل الحديدي (أنمي)
الرجل الحديدي (باليابانية: 恐竜大戦争アイゼンボーグ) (بالإنجليزية: Dinosaur War Aizenborg) مسلسل أنمي ياباني يعد من أشهر المسلسلات الكرتونية في العالم العربي فترة الثمانينيات وهو من إنتاج Tsuburaya Productions 円谷プロ صدر بعد نجاح مسلسل ولد حرا 恐竜探険隊ボーンフリー Dinosaur Exploration Team Born Free في تاريخ 7-10-1977م وانتهى عرضه في تاريخ 30-6-1978م. تم عرضه على قناة Tokyo 12 Channel بدأ عرضه في بداية الثمانينيات من القرن الماضي على الشاشات العربية خاصة في دول الخليج. عرض المسلسل في 39 حلقة وهو مزيج بين ال TOKUSATSU وال Anime. المسلسل دبلج إلى عدة لغات (العربية. الإيطالية. الكوريا الجنوبية. الصينية. التايلنديه. الإنجليزية) وحقق ناجاحا كبيرا في الدول العربية وإيطاليا وكوريا. في اليابان لم يحقق النجاح المطلوب ولكنه أيضا لم يفشل. ولكن مجسمات وألعاب الدمى الخاصة بالمسلسل حققت نجاحا وارباحا كبيرة. في إيطاليا حقق I Zenborg نجاحا كبيرا بالرغم أنه لم يصدر كاملا هناك حيث عرض منه فقط 27 حلقه وكانت تباع مجسماته الأصلية هناك إضافة لألعاب المركبة الموحدة والتي توجد كذلك في الملاهي كألعاب للأطفال. في أمريكا دبلج منه 4 حلقات فقط تحت اسم Attack of the Super Monsters ولكن الدبلجة كانت سيئة وكان هناك تغيير كبير في القصة لدرجة أن جميع الديناصورات التي ظهرت تتكلم كل دقيقة !! كما تم حذف عدد من المشاهد وإضافة موسيقى ومؤثرات صوتية من فريق العمل الأمريكي. وهذا لم يمنع من وجود معجبين هناك إضافة لوجود عدد من المنتديات الأمريكية تقوم بتحميل الحلقات العربية منه وأغلب من انتقد المسلسل تغيرت فكرته وأصبح من عشاقه.
أما في كوريا فقد لاقى المسلسل رواجا وشعبيته باقية حتى الآن وقد تم إصدار مجسمات للبطل من قبل شركات كورية وليس من الشركة الأم تسوبريا !! وتم تغير اللون الأخضر ووضع بدلا منه اللون الأزرق..

## القصة
الديناصور كما هو معروف مخلوقات منقرضة ولكن تظهر فجأة ديناصورات بعيون حمراء وتحاول مهاجمة وغزو كوكب الأرض وهي قادمة من باطن الأرض، تكمن مملكة الديناصورات في باطن الأرض وبعد مئة مليون سنة عاد الديناصور للظهور بشكل أقوى وأصلب وأكثر ذكائًا. يستطيع القائد أولولو زعيم الديناصورات السيطرة على الديناصورات وكذلك يستطيع عن طريق ديناصوراته السيطرة على حيوانات أخرى كالكلاب والقطط والفئران والتي تتحول إلى اللون الأحمر وتصبح متوحشة وبواسطة الجيش الديناصوري يدمرون المدن ويسعون للقضاء على البشر.
الفرقة الصاروخية الموحدة D-Sentai تولت مهمة محاربة الجيش الديناصوري. تتألف القوة الصاروخية من أربعة أفراد تحت قيادة الدكتور عرفان،
فور سماعهم لأي خبر عن ظهور الديناصورات ينطلقون فورًا، إلى المدرعة Izen-go والتي تنتقل بدورها لمكان الأحداث عن طريق الطائرة النفاثة Carry-Boein التي تقوم بنقلها وإنزالها. المركبة المدرعة تنقسم إلى مركبتين المدرعة واحد Izen-1 يقودها كمال مع لميس والمدرعة اثنين Izen-2 يقودها همام ودهام والثانية تستطيع الطيران وبسرعة 2 ماخ بينما الأولى لا تطير إلا بعد أن تتحول إلى المركبة الصاروخية Izenborg-go アイゼンボーグ号 بإتحاد كمال ولميس.
كمال ولميس أخوان وهما نصف آليين Cyborg، فنصف كمال الأيمن يكون آليًا بينما لميس النصف الأيسر، والسبب في هذا أنهما كادا أن يفقدا حياتهما في انفجار خلال إحدى تجارب المدرعة الصاروخية أودى بحياة والدهما، والدكتور عرفان أجرى لهما عملية لإنقاذ حياتهما وذلك عن طريق إمدادهم بنصف آلي ليعوض ما تلف من جسميهما. عندما يواجهان الخطر يتحدان، أي أن الاثنان يندمجان في دائرة كهربائية واحدة فتتولد قوة خارقة من هذا الاندماج، ويكون اتحادهم بأن يقولا جملة «الاتحاد! قوة! في الاتحاد قوة!!» مع التقاء قبضتيهما.
تتحول المدرعة واحد إلى المركبة الصاروخية، مركبة طائرة لها أسلحة فتاكة كالمنشار الفولاذي والمثقب الفولاذي، لكن لها نقطة ضعف وهي أن وقتها محدود بثلاث دقائق وثلاثين ثانية وإن تجاوزا هذه المدة فسيموتان. من خلال مواجهاتهم مع أصلب ديناصور وهو قائد الديناصورات أولولو بذلت لميس الكثير من الجهد والطاقة التي تفوق حدها. بعد الانتصار على أولولو كانت لميس في خطر وكادت أن تفقد حياتها. استلم ساتولا قيادة الجيش الديناصوري، وأتى هذه المرة بوحوش متطورة من نجوم أخرى. في أثناء العملية التي أجريت للميس وبينما كان أخوها كمال يعاني من هجمات وضربات الديناصور، كانت لميس تحس به وتشاركه الألم وزادت الطاقة الكهربائية ونهضت لميس من السرير وهبت لمساعدة كمال، أصبحت قوية جدًا حتى أنها استطاعت أن تقذف بعيدًا بأحد العاملين والذي أراد إرجاعها للسرير. اتحدت لميس مع كمال وكانت المواجهة صعبة حتى أنهما ظنا أنهما سيموتان فنادت لميس كمال وقالت تعال اليّ لنموت معًا وقذف كمال بنفسه إلى أخته لكن بدلاً من أن يموتا معًا حصل شيء غريب حيث أنهما تحولا إلى عملاق يدعى الرجل الحديدي. وهو مرن في القفز والحركات البهلوانية في الهواء ولديه العديد من الأسلحة السيف الفولاذي، السهم الفولاذي المنشار الفولاذي والدوران بشكل سريع. يتصدى الرجل الحديدي بكل قوة لساتولا وديناصوراته تنضم ستونا مروضة الديناصورات إلى ساتولا وتساعده في حربه ضد الرجل الحديدي في نهاية المطاف يقوم شاب غامض بمساعدة كمال ولميس هذا الشاب لديه ديناصور ذهبي واسمه«الذهبي» يظهر هذا الديناصور عندما ينزع الفتى قلادته ويرمي بها. هذا الشاب يدعى مسافر وهو قادم من الفضاء يسافر في الفضاء وذلك لمساعدة الآخرين ضد الظلم والعدوان يموت ويوصي كمال ولميس بمواصلة مشواره. وينتهي المسلسل برسالة قد تركها كمال ولميس خلفهما وقد انطلقا في الفضاء وكلهما عزم على مساعدة الآخرين والتزام بالوعد الذي قطعاه على نفسيهما. وبهذا المشهد ينتهي مسلسل الرجل الحديدي.

## الشخصيات

### كمال
Zen Tachibana 立花 善 يبلغ من العمر 22 سنة وهو قائد الفرقة الصاروخية الموحدة يرتدي اللون الأحمر له شعر أسود وعينين سواداوين يشكل ثنائيًا لا يقهر مع أخته الأصغر لميس. يتمتع بصفات القائد ودائمًا يهب لمساعدة أصدقائة على الرغم من معزته الكبيرة لأخته لميس إلاأنه كحال الأخوة في تصادم دائم معها
و دائمًا ينتقدها فهو جاف وقاسي أحيانًا وينتقد تصرفاتها التي لا تنبع من العقل وانما العاطفة كمال نصفة الأيمن آلي، فلقد نجيا هو وأخته بإعجوبة من الحادث الذي أودى بحياة والديهما والدكتور عرفان أجرى لهما عملية أصبحا بعدها نصف آليين.

### لميس
Ai Tachibana 立花 愛 تبلغ من العمر 20 سنة وهي تكون أخت كمال ترتدي الزي ذا اللون الأخضر ولها شعر بني وعينين زرقاوان حنونة وطيبة وأحيانًا طيبتها توقعها في مشاكل ودائمًا ينتقدها أخوها كمال على تصرفاتها التي تنبع من العاطفة مثل أخوها هي نصف آلية لكن نصفها الآلي هو الأيسر، أي أن لها قلبًا صناعيًا بالرغم من عاطفتها. عندما يتحدان كمال ولميس يصبح كمال بجسد طبيعي كامل ويتولى قيادة المركبة وتصبح هي بجسد آلي كامل وتتولى تزويد المركبة الصاروخية بالطاقة.

### دهام
Ippei Kurosawa 黒沢一平 قصير القامة ومتين الجسم يقود المدرعة اثنين مع همام عاطفي جدًا يبلغ من العمر 23سنة ومستعد للتضحية بحياته من أجل مساعدة الآخرين وهو مخلص جدًا لأصدقائه لكنه عصبي ومن السهل أثارته

### همام
Goro Kamihara 神原五郎 عالم حيوانات وهو يكون هو أكبرهم سنًا (عمره 45 سنة) وله حيوانه المدلل الكسلان «نيمو» يقوم مع دهام بقيادة المدرعة اثنين والتي تنفصل عن المدرعة واحد وهو أكثر حكمة من دهام المتسرع

### الدكتور عرفان
Doctor Torii 鳥居博士 وهو القائد الأعلى والموجة للفريق ويبلغ من العمر 50 سنة وهو من جعل لميس وكمال نصف آليين له أبن شاب يكون بطلاً في كرة القاعدة لكنه يتذمر من عدم تواجد والده معهم وعدم حضوره المباريات المهمة التي يشارك فيها.

### أولولو
Dinosaur Emperor Ululu 恐竜帝王ウルル دينصور قوي جدًا طوله 60 متر ووزنه 40.000 طن ومن فصيلة Tyrannosaurus Rex (حجم ضخم جدا مقارنة بال T-REX الطبيعي الذي يبلغ طوله 12 متر ووزنه 4 طن !!) درجة ذكائه عاليه جدا IQ 300 ويتحدث بلغة البشر !! تولى زعامة الدينصورات وراح يرسلهم واحدًا تلوالآخر وهو كان يتلقى تعليمات من سلطة عليا كانت تظهر له على شكل عينين كبيرتين بعد فشل كل خططة يتولى القتال بنفسة هو قوي جدًا وذا بأس ينتصرون عليه بعد جهد جهيد وكادت لميس أن تفقد حياتها.

### الإمبراطور ساتولا
Dinosaur Mao Gottes 恐竜魔王ゴッテス من نجم Gazariya ガザリヤ星人 هو القائد الأعلى للجيش الدينصوري، وهو الذي حول الديناصورات إلى وحوش كاسره ومدها بقوة فضائية خارقه جدا لدرجة ان بعض الديناصورات تتحدث وتتخاطب من بعد والبعض يختفي والبعض يطلق النار من فمه والبعض يفكر كالبشر. ظهر لأول مره في نهاية الحلقة 12 على شكل دخان أحمر وفي بداية الحلقة 13 ظهر على شكل عينان كبيرتانيخاطب من خلالها الامبرطور أولولو لكن بعد فشل أولولو في مهمته وموته يتولى ساتولا القيادة ويظهر بشكله الطبيعي وذلك في الحلقة رقم 19 والذي يكون مختلفًا عن الدينصورات فلقد سخر الدينصورات لخدمته يستطيع أن يصغر أو يكبر حجمة ودائمًا بيده سوطًا يستعمله في عقاب الدينصورات يرتدي قلادة، قوته تكمن فيها فلا يمكن الرجل الحديدي قتله طالما أن هذه القلادة موجودة وطالما كانت ظاهرة وغير مغطاة لكن الرجل الحديدي يتمكن منه بمساعدة الشاب مسافر.

### ستونا
Demon women Zobina 魔女ゾビーナ هي أنثى من نفس فصيلة ساتولا أي أنهما غزاة من نجم Gazariya ستونا تكون مروضة الدينصورات عينيها بلورية حمراء بينما ساتولا تكون زرقاء
بقدر ما هي متوحشة بقدر ما هي متسرعة ومضحكة ففي أحد المرات تتأثر بشكل المرأة على كوكب الأرض
و تريد تقليدها الاهتمام بنفسها وارتداء الفساتين تنتهي حياتها في الحلقة 38

### مسافر
Musashi ムサシ شاب غامض ظهر في الحلقات الآخيرة للمسلسل وهو يهب لمساعدة الرجل الحديدي ويستدعي دينصورة المسمى الذهبي Golda ゴールダ عن طريق قلادة ذهبيه. هذا الشاب يكون قادمًا من الفضاء وينتقل من مكان لمكان وذلك لمساعدة الآخرين ونصرة للحق والعدل الدينصور الذهبي يموت بعد أن يفتدي الرجل الحديدي بنفسه فلقد تصدى للصخرة العملاقة التي كان من المفروض أن يلقيها ساتولا على الرجل الحديدي ومسافر أيضًا يموت بعد أن أصيب أصابة بالغة عندما تعلق بقلادة ساتولا وأمر الرجل الحديدي بأن يقتله مسافر يوصي كمال ولميس بمواصلة مشواره في نصرة الحق والعدل ويعدانه بهذا.

### الرجل الحديدي
Aizenbo アイゼンボー العملاق المقاتل الذي يخرج بعد أن يلقي كمال بنفسة إلى أخته لميس فيتج عن ذلك التحامهما مع المركبة ويكونون شخصية واحدة وهي الرجل الحديدي طوله 50 متر ووزنه 33000 طن وهو يتميز بالقفزات البهلوانية الرائعة وحركات الالتفاف حول نفسه في الهواء ويمكنه الطيران وله عدة أسلحة كالسيف الفولاذي، السهم الفولاذي يده تتحول إلى المنشار الفولاذي ويستطيع القفز إلى ارتفاع 800 متر وبسرعة 8 ماخ يظهر الرجل الحديدي في الحلقة رقم 20 من المسلسل. الممثل الذي قام بدور الرجل الحديدي وادى هذه الحركات البهلاوانيه الرائعة يدعى Tatsumi Nikamoto 二家本辰巳 وقد شارك أيضا في أحد أعمال سلسلة ウルトラマン Ultraman الشهيرة. لعب دور Ultraman Leo ウルトラマンレオ

## أغنية البداية بالعربية
أغنية البداية وكلماتها كما يلي:
- الرجل الحديدي أغنية البداية على يوتيوب(YouTube)

## أغنية النهاية بالعربية
أغنية النهاية وكلماتها كما يلي:
- الرجل الحديدي أغنية النهاية على يوتيوب(YouTube)

## وصلات خارجية
- الرجل الحديدي على موقع IMDb (الإنجليزية)
- الرجل الحديدي على موقع فيلمافينيتي (الإسبانية)
- الرجل الحديدي على موقع قاعدة بيانات الفيلم (الإنجليزية)
- الرجل الحديدي على موقع ANN anime (الإنجليزية)